# تشارلز جولدنبيرج
تشارلز جولدنبيرج (بالإنجليزية: Charles Goldenberg)‏ هو لاعب كرة قدم أمريكية أمريكي، ولد في 15 أبريل 1911 في أوديسا في أوكرانيا، وتوفي في 16 أبريل 1986 في ويسكونسن في الولايات المتحدة.

## وصلات خارجية
- تشارلز جولدنبيرج على موقع مرجع كرة القدم المحترفة.كوم (الإنجليزية)